# Eudorylaimus paesleri
Eudorylaimus paesleri is een rondwormensoort uit de familie van de Dorylaimidae. De wetenschappelijke naam van de soort is voor het eerst geldig gepubliceerd in 1964 door Andrássy.